# Odacir Soares

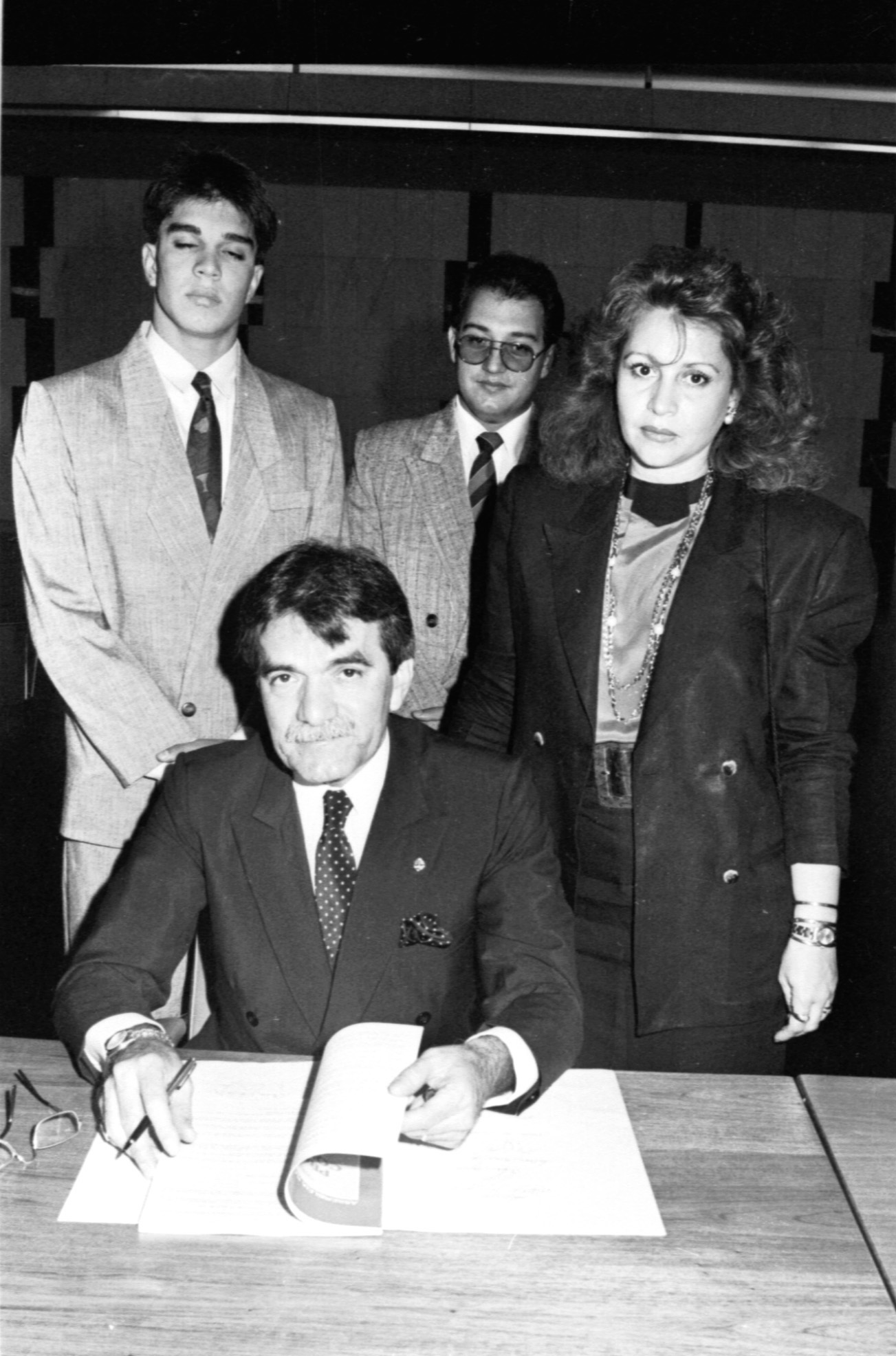
Assinando a Constituição do Brasil em 1988 como membro da Assembleia Nacional Constituinte.

Odacir Soares Rodrigues (Rio Branco, 31 de outubro de 1938 — Brasília, 12 de setembro de 2019) foi advogado, jornalista e político brasileiro que foi Senador por Rondônia. Assumiu o cargo de Senador da República pela terceira vez, após o pedido de licença de Ivo Cassol, tendo sido eleito 2 vezes consecutivamente em 1982 e 1990 cumprindo 16 anos de mandato no senado federal.

## Biografia
Filho de Eulálio Soares Rodrigues e Diva Machado Rodrigues, foi repórter das Revistas Manchete e Fatos e Fotos do Grupo Editorial Bloch (1962-1965). Formou-se em Direito e Ciências Sociais pela Faculdade Nacional de Direito, da Universidade do Brasil, no Rio no Janeiro.
Antes de se transferir para Rondônia advogou no escritório criminalista Humberto Telles, no Rio de Janeiro. 
Chegou em Porto Velho no dia 28 de Julho de 1967, para assumir no governo do Coronel Flávio de Assumpção Cardoso a direção da Divisão de Segurança e Informações do Território Federal de Rondônia, cargo correspondente hoje ao de Secretário de Segurança Pública nos Estados. No mesmo governo assumiu a Chefia de Gabinete do Governador. Em dezembro deste mesmo ano deixou o Governo e passou a advogar. 
Em 1968, no Governo do Coronel José Campedelli, foi presidente do Concelho Territorial de Trânsito e advogado da Prefeitura de Porto Velho. 
Em 1969, já no Governo do Coronel João Carlos Marques Henriques Neto, foi convidado para presidir a Comissão de Incorporação da Companhia de Águas e Esgoto de Rondônia CAERD, que havia sido criada pelo Governo Federal. Em seguida ä constituição da CAERD, em 1969, foi eleito o primeiro presidente desta empresa, cargo que exerceu até outubro de 1970 quando assumiu, pela primeira vez, o cargo de Prefeito de Porto Velho, por nomeação do mesmo Governador, no qual permaneceu até maio de 1972. 
Em 1973, foi convidado pelo Coronel Theodoryco Gahyva para a Chefia de seu Gabinete, onde ficou até 1974, quando assumiu a Consultoria Jurídica do Território, cargo recém criado pelo Governo Federal. 
Em 1975 já no segundo Governo do Coronel Marques Henriques foi nomeado, pela segunda vez, prefeito de Porto Velho, cargo no qual ficou até o final do ano.
Em 1976, continuou advogando em seu escritório em Porto Velho, sendo também advogado da CAERD, no Governo do Coronel José da Silva Guedes.
De 1976 em diante, dedicou-se exclusivamente a advocacia e a política, tendo sido, no mesmo período, presidente regional da ARENA.
Em 1977 abriu a primeira rádio FM de Rondônia, em Porto Velho - depois abriu outras sete no interior do Estado. 
Em 1980, assumiu o cargo de Deputado Federal no qual permaneceu, por um ano, em decorrência de licença do então Deputado Isaac Newton da Silva Pessoa, sendo então Vice Líder do governo do Presidente Ernesto Geisel na  câmara dos Deputados.
Em 1981, foi nomeado pelo Governado Jorge Texeira, Assistente Jurídico do Território Federal Rondônia.
Em 1982, foi candidato a Senador da República, já depois da criação do estado de Rondônia pelo PDS, tendo sido eleito para um mandato de 8 anos por ter sido o Senador mais votado dentre todos os candidatos. Votou em Paulo Maluf no Colégio Eleitoral em 1985. Migrou para o PFL e foi candidato a governador em 1986, ficando em terceiro lugar. Foi reeleito para o cargo de Senador em 1990. Foi Chefe da Casa Civil e Presidente do Iperon no governo de Ivo Cassol.

## Morte
Faleceu vítima de câncer em 12 de setembro de 2019.